# گودبراند در دامنه تپه
گودبراند در دامنه تپه یک داستان عامیانه نروژی است که درباره یافتن خوبی در هر موقعیتی است. این داستان در مجموعه‌های مختلفی از جمله افسانه‌های محبوب جهان (۱۹۸۲) گنجانده شده و نمونه‌ای از خوش‌بینی، دید مثبت به زندگی و رضایت در ازدواج شمرده می‌شود. مضامین خوش بینی، نگاه به جنبه های مثبت و خوشبختی زناشویی به این داستان نسبت داده می شود. «آنچه پیرمرد انجام می‌دهد همیشه درست است» اثر هانس کریستین اندرسن اقتباس دیگری از این داستان است.

## داستان
گودبراند و همسرش در خانه‌ای واقع در دامنهٔ تپه زندگی می‌کنند. آن‌ها رابطه‌ای بسیار خوب با هم دارند و دو گاو نگهداری می‌کنند. روزی تصمیم می‌گیرند یکی از گاوها را برای فروش به شهر ببرند.
گودبراند به شهر می‌رود، اما موفق به فروش گاو نمی‌شود. با این حال ناامید نمی‌شود، چون معتقد است همچنان وضعش مثل قبل است. در راه بازگشت، با مردی روبه‌رو می‌شود که اسبی دارد. گودبراند گاو را با اسب عوض می‌کند. سپس با مردی برخورد می‌کند که خوک دارد، و اسب را با خوک مبادله می‌کند.
در ادامه، خوک را با یک بز، بز را با یک گوسفند، گوسفند را با یک غاز، و غاز را با یک خروس معاوضه می‌کند. سرانجام، گودبراند که گرسنه است، خروس را می‌فروشد تا غذایی تهیه کند، و به این ترتیب، بدون هیچ دارایی به خانه بازمی‌گردد.
او شب را در خانهٔ همسایه می‌گذراند و داستان سفر خود را برای او تعریف می‌کند. همسایه می‌گوید که اگر جای او بود، از ترس خشم همسرش جرئت بازگشت نداشت. گودبراند پاسخ می‌دهد که همسرش تصمیم‌هایش را درک می‌کند و از او حمایت خواهد کرد.
او با همسایه‌اش شرط می‌بندد که همسرش از او ناراحت نخواهد شد و در صورت درست بودن حرفش، ۱۰۰ تالر ببرد. فردای آن روز، گودبراند به خانه می‌رود و همسایه پشت در پنهان می‌شود. گودبراند با شادی به استقبال همسرش می‌رود و تمام مبادلات خود را تعریف می‌کند. همسرش پس از هر مرحله از ماجرا، نکته‌ای مثبت می‌گوید: 
«چه خوب که گاو را با اسب عوض کردی، چون در شهرها از اسب بیشتر استفاده می‌شود... خوک هم بهتر از اسب است چون گوشتش خوشمزه‌تر است... بز شیر می‌دهد... گوسفند هم پشم دارد... غاز پرش زیباست... و خروس هم صدای خوبی دارد. اما اگر گرسنه بودی، خروس را فروختی و غذا خریدی؛ خدا را شکر که به سلامت برگشتی. من از هیچ‌کدامشان نمی‌خواهم؛ فقط تو را می‌خواهم.»
در پایان، همسایه از پشت در بیرون می‌آید، باخنده شرط را می‌بازد و پول را می‌دهد.

## شخصیت‌ها
- گودبراند: مردی مهربان، ساده‌دل و مثبت‌اندیش که هر بار دارایی‌اش را با چیز کم‌ارزش‌تری عوض می‌کند، اما هرگز ناراحت نمی‌شود.
- همسر گودبراند: زنی وفادار، هوشمند و خوش‌بین که تصمیم‌های شوهرش را درک می‌کند و همواره او را تحسین می‌کند.
- همسایه: نماد نگاه معمول مردم به از دست دادن دارایی و پیش‌داوری در برابر رفتارهای نامعمول.

## تحلیل
این افسانه در طبقه‌بندی آرنه-تامپسون با شمارهٔ ۱۴۱۵ («مبادلهٔ ثروت») شناخته می‌شود. 
موضوع اصلی داستان، نشان دادن ارزش رضایت در زندگی زناشویی، خوش‌بینی و توانایی دیدن خوبی‌ها حتی در زیان‌کاری‌هاست. جورج وب دستنت در توصیف این افسانه می‌نویسد: «هیچ‌جا خوشبختی زندگی زناشویی به‌اندازهٔ این داستان زیبا توصیف نشده است.»
داستان از نظر روان‌شناسی نیز جالب توجه است و در بحث ناهماهنگی شناختی به‌کار رفته تا نشان دهد چگونه افراد با توجیه تصمیم‌های اشتباه، به احساس آرامش می‌رسند.
در سال ۱۹۳۹، یوهانس ویلهلم ینسن نسخه‌ای وارونه از این داستان نوشت که در آن، مرد با کیسه‌ای از سیبهای گندیده شروع می‌کند و در پایان به اسب می‌رسد، اما همسرش از همهٔ این مبادلات ناراضی است. این روایت تداعی‌کنندهٔ افسانهٔ ژاپنی میلیونر کاه‌پوش است.